# دار الحديث (تلمسان)
دار الحديث تلمسان هي مسجد ومدرسة لتحفيظ القرآن في تلمسان في الجزائر، تأسست في 27 سبتمبر 1937م، وقام بافتتاحها كلاً من الإمامين عبد الحميد بن باديس و‌محمد البشير الإبراهيمي.

## وصف الدار
الدار عبارة عن بناء على الطراز المعماري الإسلامي عربي وأندلسي. ويوجد فيها قاعة كبيرة للصلاة في الطابق الأرضي، وبالطابق الأول يوجد قاعة محاضرات بها منصة خشبية تُستعمل أيضا للمسرح التربوي، أما الطابق الثاني عبارة عن خمسة أقسام، لتدريس الطلاب والطالبات.

## دورها في الحركة الوطنية
كانت لهذه المدرسة شأن كبير حيث ساعدت في الحركة الوطنية بقيادة عبد الحميد بن باديس والعربي التبسي ولكثرة إعجاب الزوار بدار الحديث فإن محمد العيد آل خليفة أنشأ شعرا من أجل دار الحديث وتلمسان عموما، وتخرج منها عدة شهداء من أمثال قارة تركي نور الدين وقارة تركي رشيد رصا وكرزابي عبد الله عويشة حاج سليمان. بقيت صامدة أثناء الاحتلال الفرنسي. وفي يومنا هذا تطورت وأعيد توسيعها وتكبيرها، وأصبحت تابعة لجمعية العلماء المسلمين الجزائريين ولها باب قديمة، وتم إعادة تطويرها من أجل تلمسان عاصمة الثقافة العربية 2011.

## الدارعبر التاريخ
مرت «دار الحديث» بمراحل طيلة وجودها، بدءًا بأمر إغلاقها، حين أصدره الوالي العام الفرنسي بعد 3 أشهر من فتحها، ولكن الشيخ البشير رفض التوقيع على محضرالإغلاق، فقُدِّم إلى المحاكمة وحُكم عليه بغرامة مالية، وانتهاءً بغلق أبوابها عقب الثورة التحريرية من عام 1956م إلى 1962م، واتخذها العسكر الفرنسي حينها ثكنة له، واستولى على أرشيف المدرسة، حيث لم يبقَ منه أثر يذكر، وتم سجن مؤسسها البشير الإبراهيمي، بينما التحق طلابها بالجبال للمشاركة في الثورة، واستشهد منهم 80 تلميذا، ثم أُعيد غداة الاستقلال، واستمر نهجها على طريقة العلامتين «ابن باديس والإبراهيمي»، وبعـد الاستقلال لم تعد المدرسة إلى نشاطها كما كانت عليه في زمن الإبراهيمي. وظلَت على تلك الحال من الرّكود والجمود، حتى عهد مولود قاسم، وزير التعليم الأصلي والشؤون الدينية، حيث تم تأسيس معاهد التعليم الأصلي، لكن سرعان ما ألغي نظام ذلك التعليم واستبدل بالتعليم العام، وهي في الوقت الحاضر تخصصت في التعليم التحضيري، وتضم نحو 300 إلى 450 تلميذ، و10معلمّات ومدير قائم عليها، يدفع الطلاب مبلغا سنويا يتم دفعه للمعلمات على شكل رواتب، إلى جانب تدريس أحكام التلاوة للنساء وتقديم دروس لمحو الأمية لأكثر من 100 امرأة، إلى جانب شعائر تعبدية، وبالمدرسة مسجد تقام فيه الصلوات الخمس وصلاة الجمعة، وبها مكتبة يزورها بعض الدارسين للمطالعة ومراجعة الدّروس، وفيها حجرة كانت مكتبا للشيخ يمارس فيها أعماله، وتطل هذه الحجرة على الشارع العام، وتم تقديم دعم مالي لإعادة ترميم ما هـو مهدد بالسقوط من المدرسة.  

## مواضيع ذات صلة
- المرجعية الدينية الجزائرية
- الحزب الراتب

## وصلات خارجية
- دار الحديث - تلمسان  -...-Dar El Hadith -Tlemcen على يوتيوب.